# Automatgear
Et automatgear er en type gearkasse til motorkøretøjer, der automatisk skifter tandhjulsgearing mens køretøjet er i bevægelse. Dette gør, at føreren af motorkøretøjet ikke behøver at skifte gear manuelt. De fleste automatgear har fastsatte indstillinger for gearenes arbejdsområde, som oftest med en parkeringspal der låser gearkassens udgangsaksel.
Lignende automatgear i større målestok benyttes også til tunge last- og industrikøretøjer og udstyr.

## Gearskift
En moderne, standard gearskifter har følgende indstillinger i denne rækkefølge: P (parkering), R (reverse – bakgear), N (neutral – frigear), D (drive - køregear), L (bremsegearing). Nogle gearvælgere har også flere trin, for eksempel en "Intermediate" indstilling, som låser gearkassen i andet gear (benyttes ved igangsætning i vinterføre). Dette ligger på moderne gearskiftere altid mellem D og L (1). Ældre gearkasser kan have andre mønstre, men det nævnte blev amerikansk standard på grund af ulykker med gearkasser hvor bakgearet var uheldigt anbragt. Foruden parkeringsgearet, som altid er rent mekanisk, er gearvælgerens forbindelse til gearkassen hydraulisk eller elektronisk, ikke mekanisk som med manuelle gear.